# Prosthechea lambda
Prosthechea lambda es una orquídea epífita originaria de América.

## Descripción
Es una orquídea de tamaño medio, con hábitos de epifita y con un pseudobulbo  fusiforme comprimido envuelto por una vaina y que lleva 2 hojas apicales. Florece en la primavera en una inflorescencia terminal, con muchas flores.

## Distribución y hábitat
Se encuentra  cerca de Ocaña Colombia a elevaciones de 200 a 250 metros.  

## Taxonomía
Prosthechea lambda fue descrito por (Linden & Rchb.f.) W.E.Higgins y publicado en Phytologia 82(5): 378. 1997[1998].
Etimología
Prosthechea: nombre genérico que deriva de las palabras griegas: prostheke (apéndice), en referencia al apéndice en la parte posterior de la columna.
lambda: epíteto latíno que significa "lambda", se refiere a las rayas de las flores que forman la letra lambda.
Sinonimia
- Anacheilium lambda (Linden & Rchb.f.) Withner & P.A.Harding
- Encyclia lambda (Linden & Rchb.f.) Dressler
- Epidendrum lambda Linden & Rchb.f.
- Epidendrum rueckerae Rchb.f.[3][4]